# Nepalesische Badmintonmeisterschaft 1984
Die Nepalesische Badmintonmeisterschaft 1984 fand Ende März 1984 statt. Es war die 20. Auflage der nationalen Titelkämpfe von Nepal im Badminton.

## Medaillengewinner
| Disziplin    | Gold                             | Silber                            | Bronze                                      |
| ------------ | -------------------------------- | --------------------------------- | ------------------------------------------- |
| Herreneinzel | Prakash Dhoj Rana                | Pratap Adhikari                   | Naresh B. Singh                             |
| Herreneinzel | Prakash Dhoj Rana                | Pratap Adhikari                   | Ramjee Shrestha                             |
| Dameneinzel  | Shanti Manandhar                 | Chaya Shrestha                    | Subha Shrestha                              |
| Dameneinzel  | Shanti Manandhar                 | Chaya Shrestha                    | Rima Shrestha                               |
| Herrendoppel | Pratap Adhikari Naresh B. Singh  | Prakash Dhoj Rana Ramjee Shrestha | Suman Adhikari Lava Srestha                 |
| Herrendoppel | Pratap Adhikari Naresh B. Singh  | Prakash Dhoj Rana Ramjee Shrestha | Krishna B. Thapa Chandra Krishna Chakradhar |
| Damendoppel  | Shanti Manandhar Subha Shrestha  | Chaya Shrestha Sima Rijal         | Rajani Joshi Rima Shrestha                  |
| Damendoppel  | Shanti Manandhar Subha Shrestha  | Chaya Shrestha Sima Rijal         | Hira Devi Gurung Hari Devi P.               |
| Mixed        | Pratap Adhikari Shanti Manandhar | Prakash Dhoj Rana Subha Shrestha  | Suman Adhikari Chaya Shrestha               |
| Mixed        | Pratap Adhikari Shanti Manandhar | Prakash Dhoj Rana Subha Shrestha  | Naresh B. Singh Rima Shrestha               |